# Jacques-Lemans-Arena

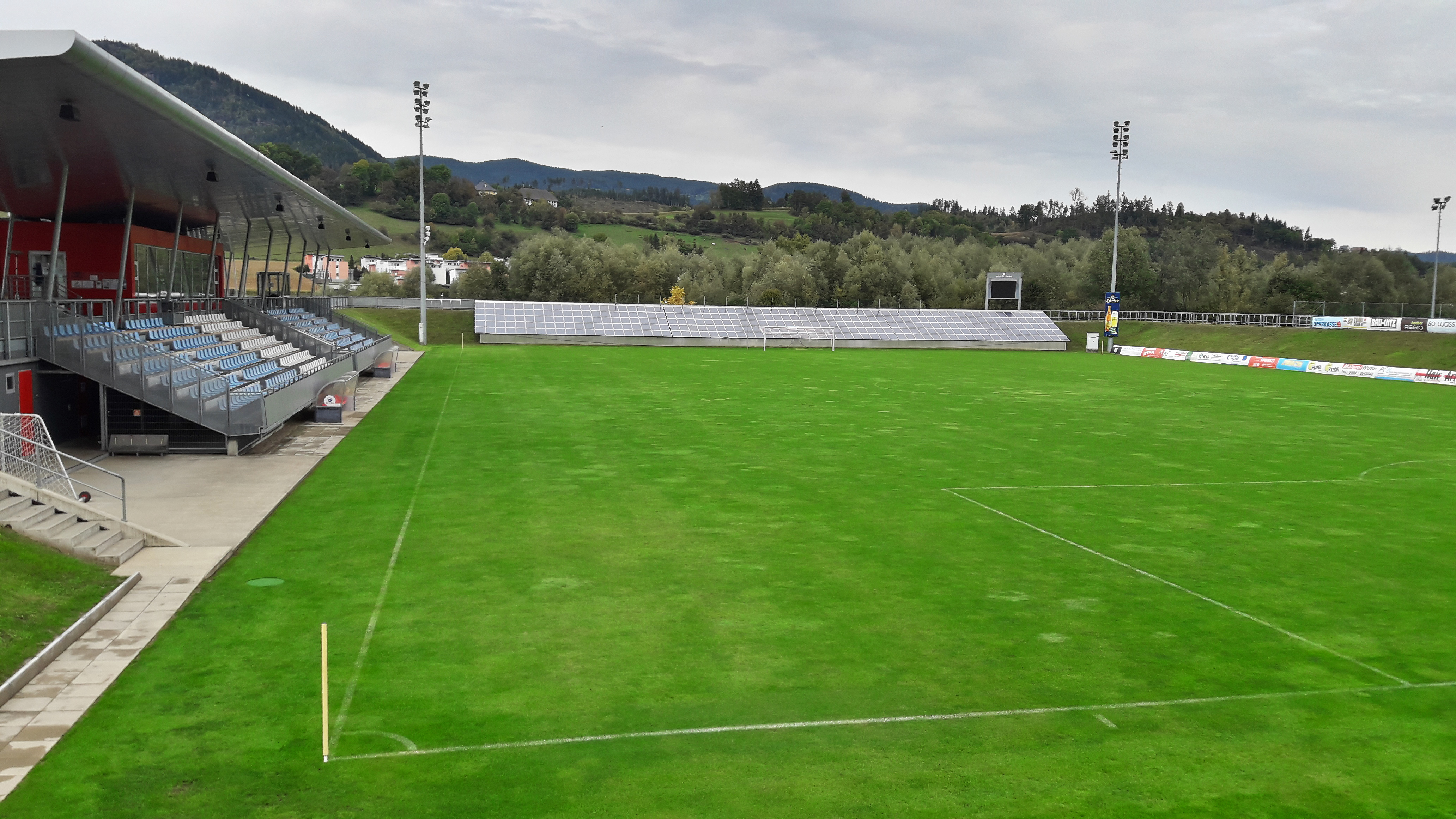
Hauptspielfeld der Jacques-Lemans-Arena (2019)

Die Jacques-Lemans-Arena ist ein Fußballstadion in der österreichischen Stadtgemeinde Sankt Veit an der Glan im südlichen Bundesland Kärnten. Die Arena fasst 2420 Zuschauer. Die Anlage trägt den Sponsornamen der in Sankt Veit an der Glan ansässigen Jacques Lemans GmbH, ein internationaler Uhren- und Schmuckhersteller.

## Geschichte
Die Anlage wurde 2005 eröffnet und löste den Sportplatz am Rennbahngelände ab, der dem SV St. Veit/Glan als Heimspielstätte in der Regionalliga Mitte gedient hatte. Das Eröffnungsmatch fand am 28. Juni 2005 statt und war ein Freundschaftsspiel des FC St. Veit gegen den FC Kärnten.
Die Stadiontribüne bietet mehr als 600 überdachte Sitzplätze und 1800 Stehplätze. Die Anlage umfasst neben dem Stadion mit dem Hauptspielfeld noch drei Trainingsplätze, davon ein Kunstrasenplatz, und einen Tormanntrainingsplatz.

## Fußballspiele
Die Arena wurde mehrmals als Austragungsort von Länder- und Testspielen europäischer Fußballmannschaften genutzt, die auf Trainingslager in Kärnten waren. Außerdem war es Schauplatz im Rahmen der United World Games 2019.

### Länderspiele
- 27. Mai 2006:  Slowenien –  Österreich 1:2 (U19-EM-Qualifikation 2006) Tore: Clemens Walch (60.), Uros Korun (81.), Veli Kavlak (90.+1)[1]
- 29. Mai 2006:  Russland –  Österreich 0:1 (U19-EM-Qualifikation 2006) Tor: Tomas Šimkovič (88.)[2]
- 31. Mai 2006:  Österreich –  Ungarn 1:0 (U19-EM-Qualifikation 2006) Tor: Rubin Okotie (19.)[3]
- 5. Juni 2010:  Rumänien –  Honduras 3:0 (Testspiel vor der Fußball-Weltmeisterschaft 2010) Tore: Daniel Niculae (20.), George Florescu (45.), Mirel Rădoi (76.)[4]
- 7. April 2013:  Österreich –  Italien 1:3 (Testspiel der Frauen) Tore: Lisa Makas (21.) bzw. Patrizia Panico (5.), Alice Parisi (20.), Elisabetta Tona (35.)[5]
- 4. August 2016:  Österreich –  Slowenien 0:1 (Testspiel der U-17-Juniorinnen) Tor: Markovec (30.)[6]
- 10. Mai 2017:  Österreich –  Slowenien 1:0 (Testspiel der U-19-Juniorinnen) Tor: Jennifer Klein (54.)[7]
- 14. Mai 2019:  Kolumbien –  Mexiko 3:1 (Testspiel vor der U-20-WM in Polen)[8]
- 9. Oktober 2020:  Nigeria –  Algerien 0:1 (Testspiel vor dem Afrika-Cup 2021) Tor: Ramy Bensebaini (6.)[9]

### Testspiele europäischer Mannschaften
- 3. Juli 2006:  FK Austria Wien –  1. FC Köln 4:2. Tore: Markus Kiesenebner (10.), Roman Wallner (28., 49.), Andreas Schicker (45.) bzw. Thomas Broich (9.), Denis Epstein (68.)[10]
- 16. Juli 2013:  Hamburger SV –  RSC Anderlecht 3:1. Tore: Bram Nuytinck (15./Eigentor), Ivo Ilicevic (35.), Valmir Nafiu (73.) bzw. Sacha Klještan (38./Foulelfmeter)[11]
- 9. Juli 2018:  Vitesse Arnheim –  Schachtar Donezk 1:4[12]